# Sanctuaire de Notre-Dame des Larmes
Le sanctuaire de Notre-Dame des Larmes est un sanctuaire chrétien situé sur les hauteurs de Pointe-Noire en Guadeloupe.

## Géographie
Le sanctuaire est situé sur les hauteurs de Pointe-Noire en empruntant la route des Plaines (Départementale 17). Il surplombe la ravine Espérance, très étroite, où déferle une rivière qui rejoint à cet endroit la rivière Petite Plaine. Le sanctuaire reste fortement fréquenté pour la prière.
Il est aussi possible de rejoindre le sanctuaire par la trace des Contrebandiers qui traverse toute la chaine montagneuse.
Près du sanctuaire se trouve le Monastère Saint-Joseph puis la chapelle Sainte-Joseph et son chemin de croix.

## Histoire
Lieu de pèlerinage dédié à la Vierge Marie, celle-ci y aurait fait deux apparitions le 9 mai et le 3 juin 1977. Une chapelle en pierres est alors construite où est inscrit : « Ici la vierge Marie est apparue. Tous ceux qui viendront ici avec beaucoup de foi et de confiance sans curiosité recevront des grâces et ici il y aura beaucoup de miracles ». 
L'oratoire compte deux niches, l'une, sous une vitre, abritant la statue de la Vierge debout, les mains jointes ; l'autre, montrant la statue en pleine prière.

## Galerie

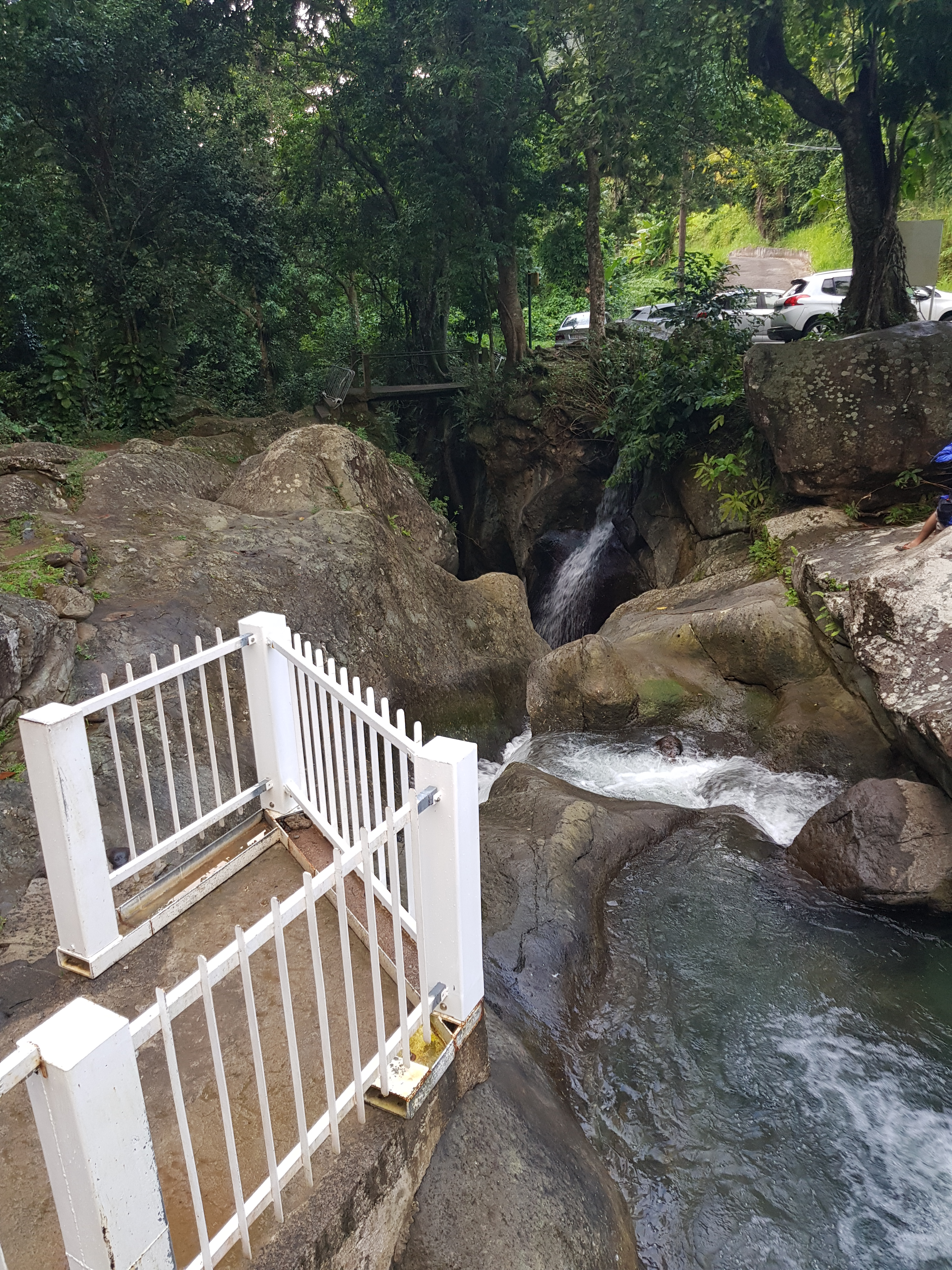
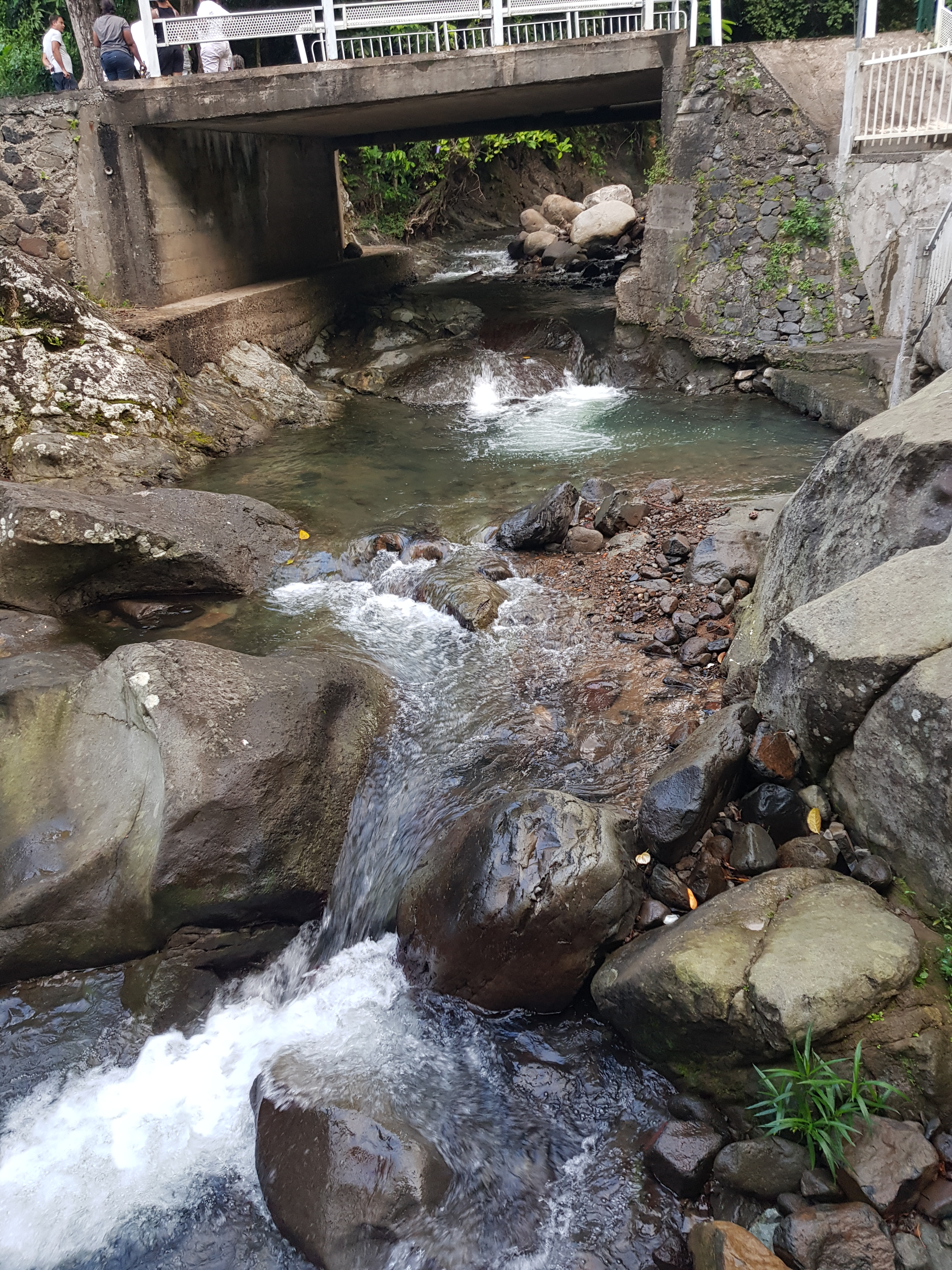
Rivière Petite Plaine au confluant avec la ravine Espérance au sanctuaire de Notre-Dame des Larmes
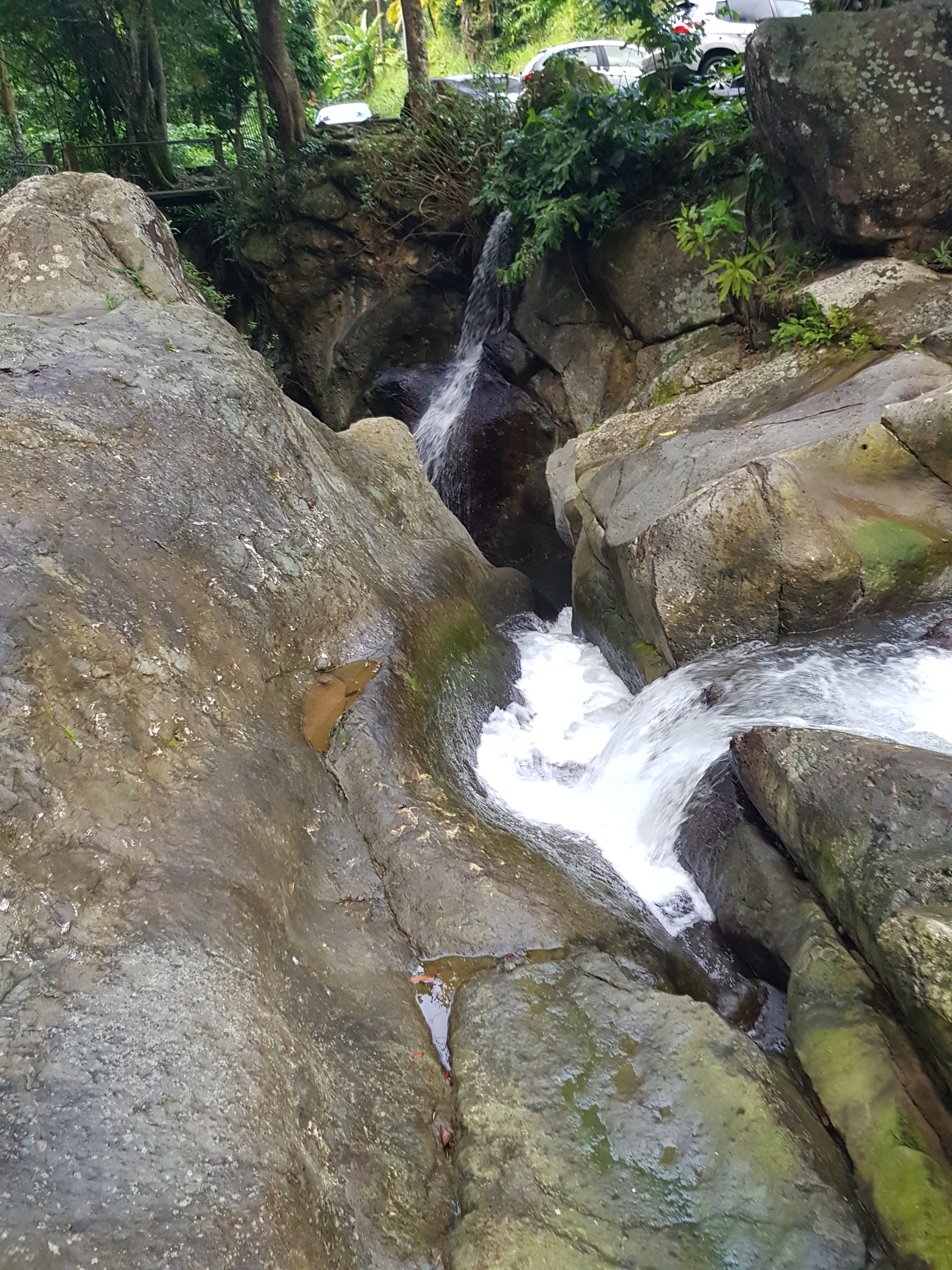
Déversement de la rivière Petite Plaine dans les méandres du sanctuaire de Notre-Dame des Larmes
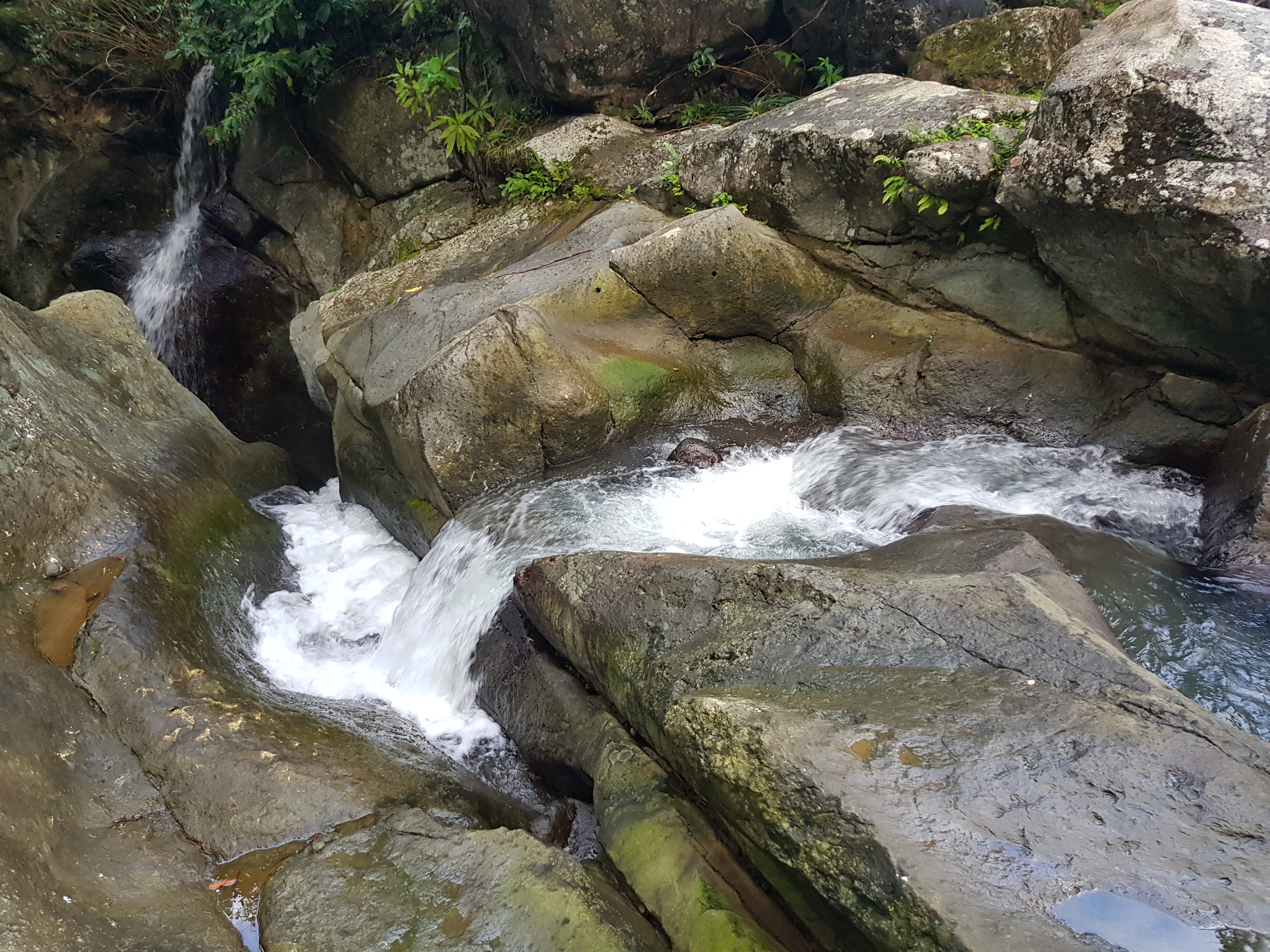
Ravine Espérance
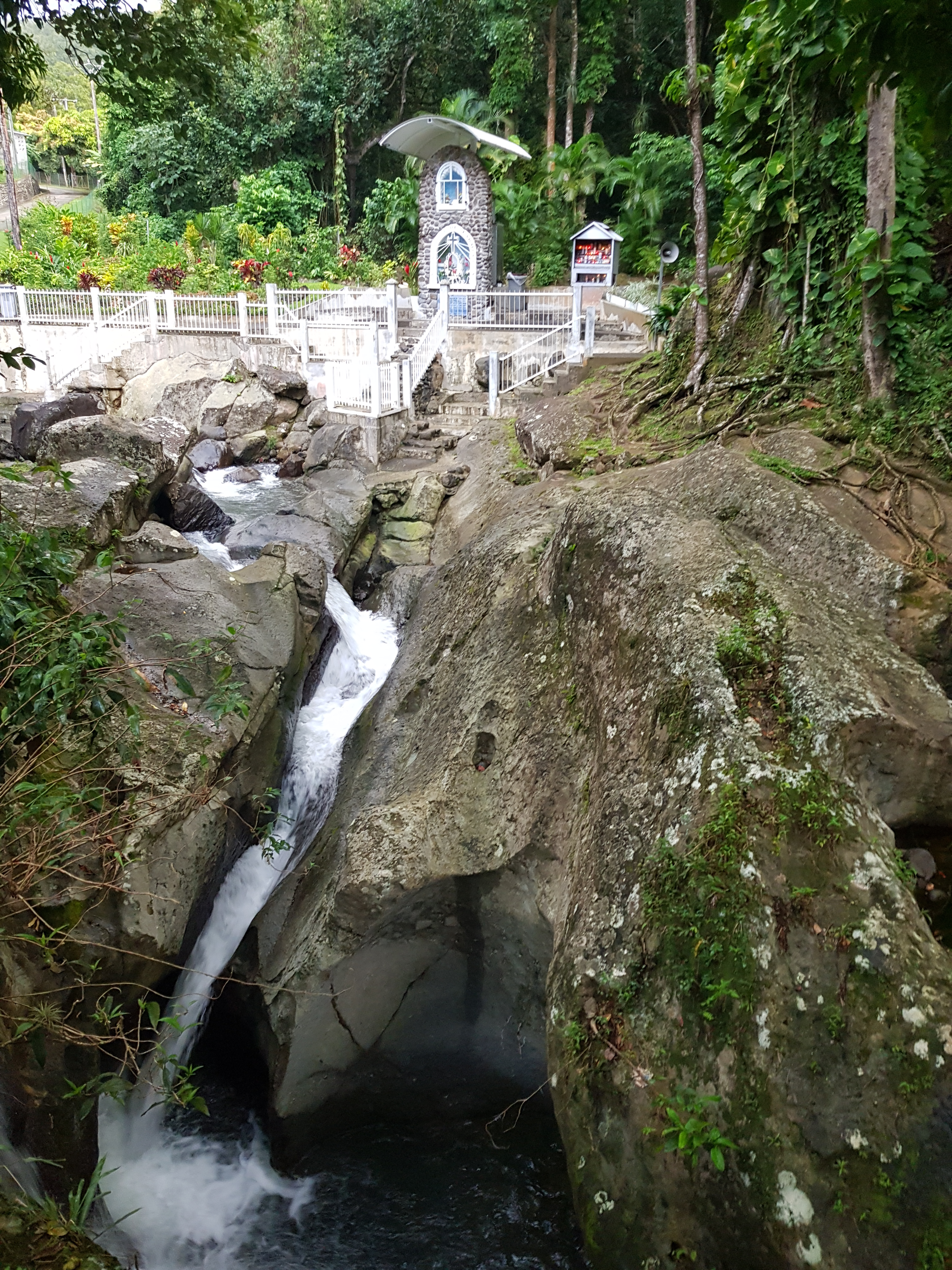
Ravine Espérance se déversant dans la rivière Petite Plaine au sanctuaire Notre-Dame des Larmes
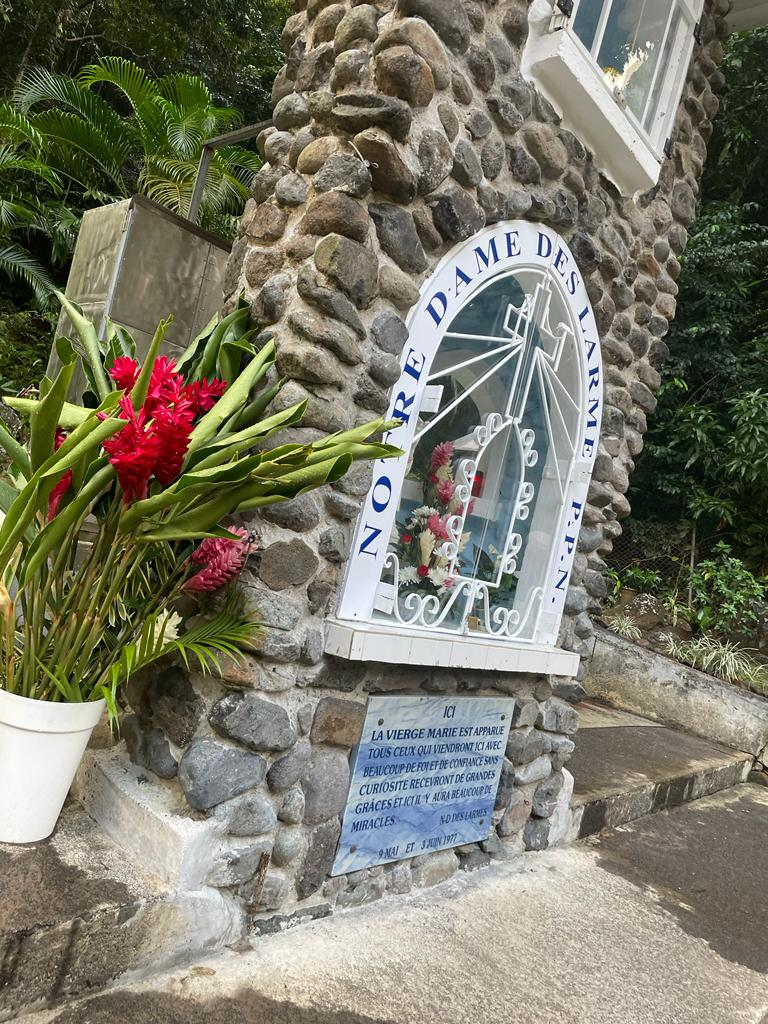
Niche abritant la Vierge
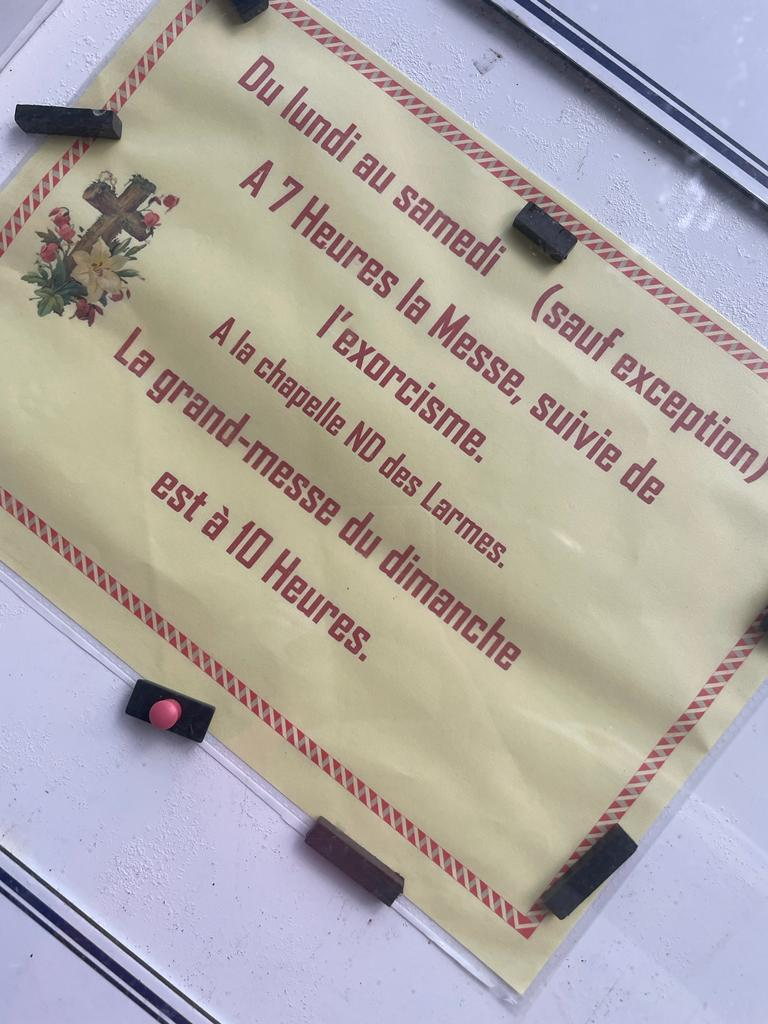
Annonce au sanctuaire de Notre-Dame des Larmes
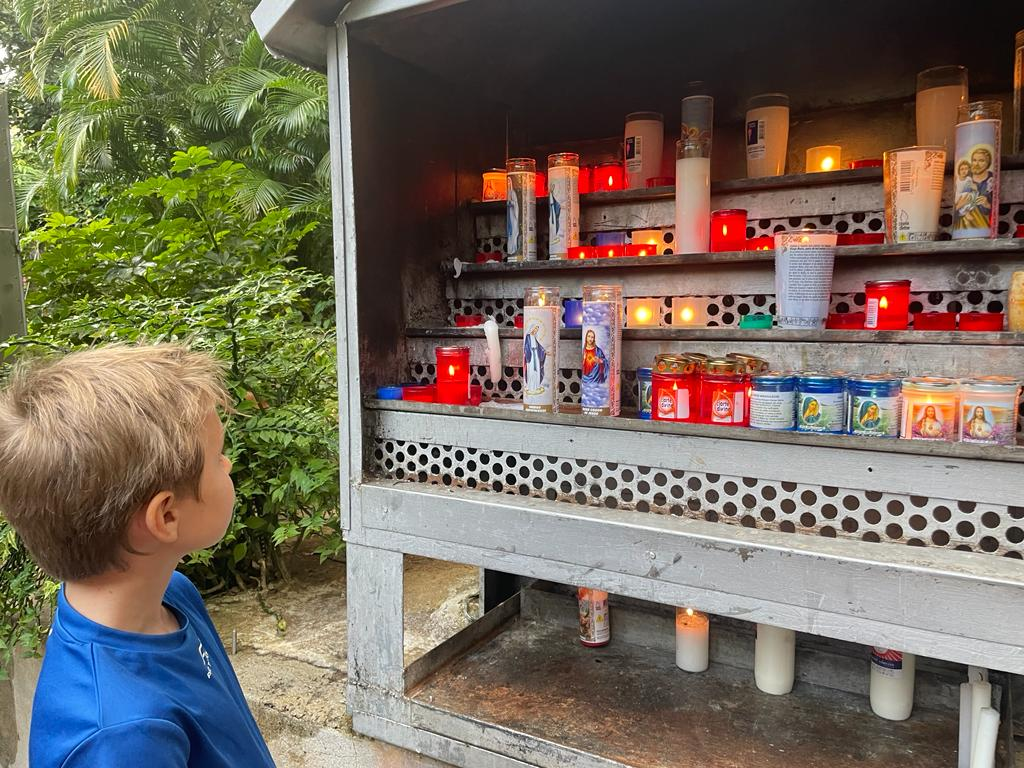